# Апукарана (микрорегион)

Апукарана на карте.

Апукарана (порт. Microrregião de Apucarana) — микрорегион в Бразилии, входит в штат Парана. Составная часть мезорегиона Северо-центральная часть штата Парана. Население составляет 286 984	человека на 2010 год. Площадь — 	2277,897	 км². Плотность населения — 	125,99	 чел./км².

## Демография
Согласно сведениям, собранным в ходе переписи 2010 г. Национальным институтом географии и статистики (IBGE), население микрорегиона составляет:						
| Полное население                             | Полное население                             | Полное население                             | Полное население                             | 286 984 |
| -------------------------------------------- | -------------------------------------------- | -------------------------------------------- | -------------------------------------------- | ------- |
| в том числе:                                 | Городское население                          | 265 795                                      | Процент городского населения, %              | 92,62   |
|                                              | Сельское население                           | 21 189                                       | Процент сельского населения, %               | 7,38    |
|                                              | Мужское население                            | 140 728                                      | Процент мужского населения, %                | 49,04   |
|                                              | Женское население                            | 146 256                                      | Процент женского населения, %                | 50,96   |
| Плотность населения, чел/км²                 | Плотность населения, чел/км²                 | Плотность населения, чел/км²                 | Плотность населения, чел/км²                 | 125,99  |
| Население микрорегиона в % к населению штата | Население микрорегиона в % к населению штата | Население микрорегиона в % к населению штата | Население микрорегиона в % к населению штата | 2,75    |

## Состав микрорегиона
В составе микрорегиона включены следующие муниципалитеты:
1. Апукарана
2. Арапонгас
3. Бон-Сусесу
4. Калифорния
5. Камбира
6. Жандая-ду-Сул
7. Мариландия-ду-Сул
8. Мауа-да-Серра
9. Нову-Итаколоми
10. Сабаудия